# Федерация футбола Ирана
Федерация Футбола Исламской Республики Иран (перс. فدراسیون فوتبال ایران‎) — организация, осуществляющая контроль и управление футболом в Исламской Республике Иран. Штаб-квартира находится в столице страны — Тегеране. Основана в 1920 году, принята в ФИФА 1948 году, в АФК в 1954 году, являлась членом ФФЗА в 2001—2014 годах, стала членом ФАЦА в 2015 году.

## История
Федерация Футбола Ирана была принята в ФИФА в 1948 году. Позднее в 1958 году принята и в АКФ. С тех пор федерация футбола в Иране считается равноправным членом ФИФА и АФК.

## Членство в международных организациях
| Организация | Членство          |
| ----------- | ----------------- |
| ФИФА        | С 1948 года       |
| АФК         | С 1958 года       |
| ФФЗА        | в 2001—2014 годах |
| ФАЦА        | С 2015 года       |